# Theodor Joseph Blell
Theodor Josef Blell (* 1. Dezember 1827 in Königsberg (Preußen); † 1. Juni 1902 in Lichterfelde bei Berlin) war ein deutscher Politiker der Deutschen Zentrumspartei und Mitglied des Reichstages.

## Leben und Wirken

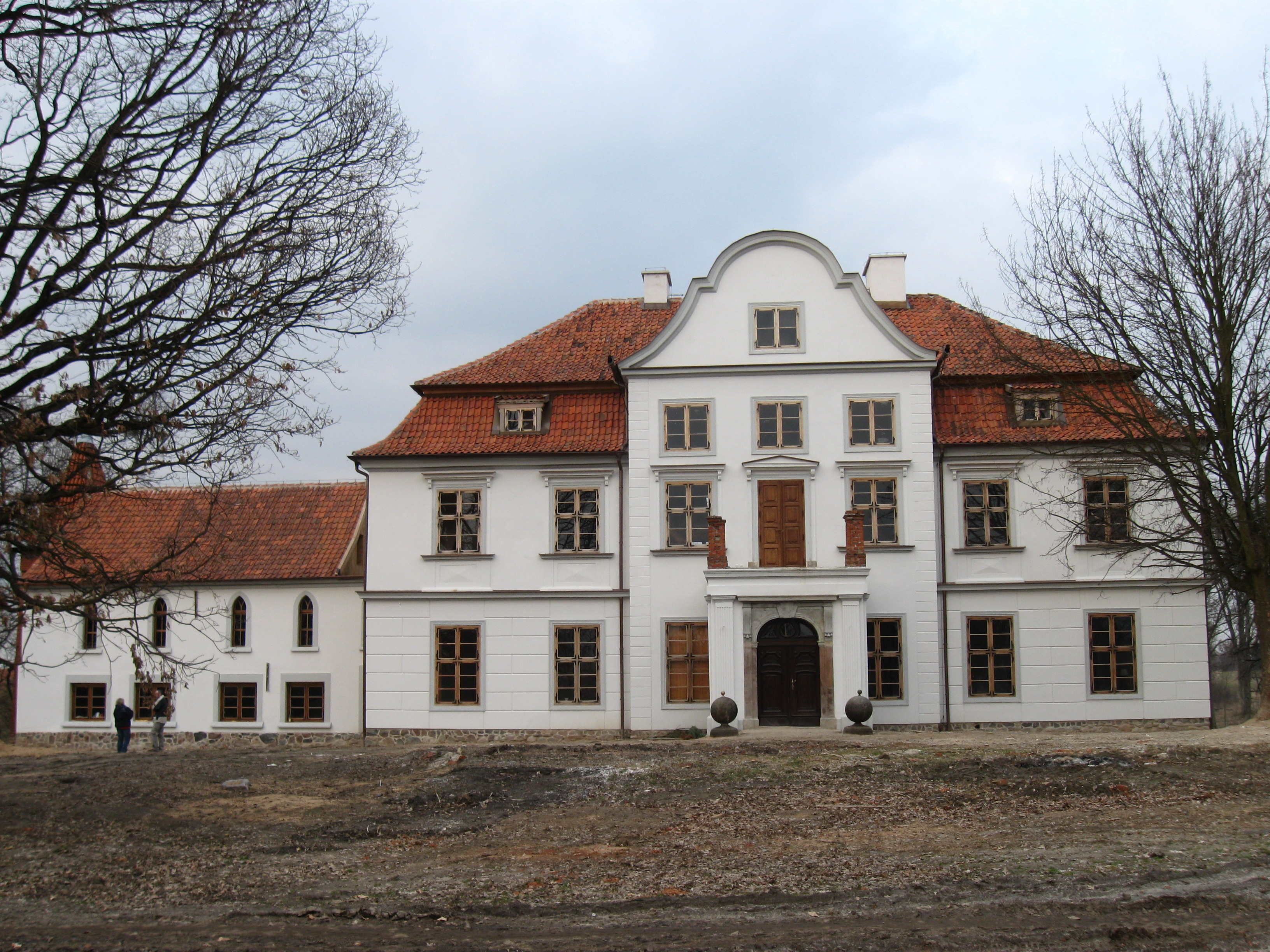
Gutshaus Tüngen

Blells Vater war Rittergutsbesitzer auf Tüngen. Von 1839 bis 1849 besuchte Blell das Friedrichs-Kollegiums in Königsberg und das katholische Gymnasium Kulm. Danach studierte er von 1849 bis 1853 Rechtswissenschaften in Königsberg, Heidelberg und Breslau. Im Sommersemester 1849 wurde er Mitglied der Burschenschaft Germania Königsberg. Während seiner Studienzeit bereiste er ausgiebig Zentraleuropa und besuchte die Schweiz, Italien, Frankreich und Österreich. 1853 bis 1855 war er Referendar am Appellationsgericht in Königsberg.
1855 brach er seine juristische Karriere ab und übernahm als Landwirt das väterliche Rittergut. 
Er nahm am Deutsch-Französischen Krieg 1870/71 teil. In den Reichstag wurde Blell 1871 im Reichstagswahlkreis Regierungsbezirk Königsberg 6 (Braunsberg-Heilsberg) gewählt. Er schloss sich keiner Fraktion an und blieb unabhängiger Klerikaler. Dem Reichstag gehörte er bis 1874 an. 1874 zog er sich auf das Gut Tüngen zurück. Die Erträge seiner Besitzungen investierte Blell in eine ausgedehnte Waffensammlung. Im Fokus seiner Sammlung stand die Erforschung von Fertigungstechniken im Wandel der Zeit. 1882 überließ er das Rittergut Tüngen seinem Sohn und zog sich nach Groß-Lichterfelde zurück. Seine Waffensammlung verkaufte er 1892 an den Verein zur Wiederherstellung der Marienburg unter Conrad Steinbrecht.

## Veröffentlichungen (Auswahl)
- Die fränkischen Rundschilde des 6. Jahrh. n. Chr.
- Reconstruction eines germanischen Rundschildes aus der Eisenzeit in der Sammlung der Alterthumsgesellschaft Prussia zu Königsberg. Königsberg 1873.
- Zwei Vorlegeschlösser des jüngeren Eisenalters aus dem Grabfeld zu Löbertshof in Ostpr. 1878.
- Die Eisenalterthümer unserer heidnischen Vorfahren in den Sammlungen Deutschlands und ihre Konservirung. Königsberg 1887.